# Fannia leucogaster
Fannia leucogaster är en tvåvingeart som beskrevs av Chillcott 1961. Fannia leucogaster ingår i släktet Fannia och familjen takdansflugor. Inga underarter finns listade i Catalogue of Life.